# Schlagschnur

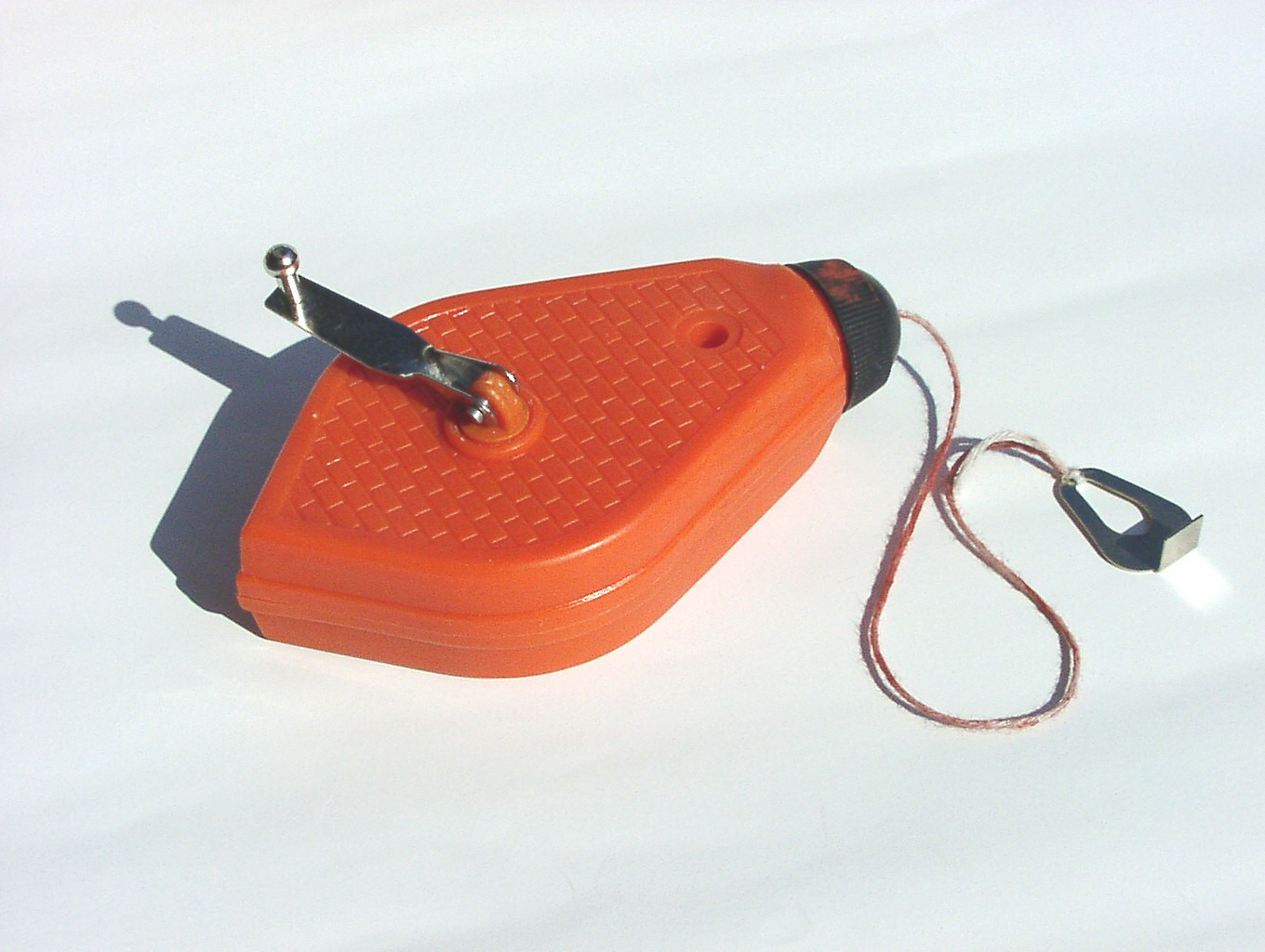
Schlagschnur

Die Schlagschnur (Markierschnur) ist ein Hilfsmittel, um auf Wänden gerade Linien zu erzeugen. Üblicherweise wird sie im Innenausbau, im Holzbau und bei der Erstellung der Haustechnik benutzt. Schlagschnüre sind bis zu 50 m lang.
Zum Auftragen einer Linie werden die Enden einer mit Kreidestaub versehenen Schnur vorsichtig an die zu markierende Fläche gehalten und die Schnur straff gespannt. Das Gehäuse kann dabei auch als Lot verwendet werden. Zieht man die Schnur nun ein Stück von der Fläche weg und lässt sie los, schlägt sie auf die Oberfläche und der anhaftende Kreidestaub markiert eine gerade Linie.
Früher verwendete man eine Maurerschnur und färbte sie mit einem Stück Kreide ein. Heutige Schlagschnüre sind in einem Gehäuse aufgewickelt. Das Gehäuse ist mit einem farbigen Kreidepulver gefüllt. Beim Aufrollen und Ausziehen der Schnur wird diese mit der Kreide bestrichen. Damit das Kreidepulver nicht aus dem Gehäuse rieselt, ist das Loch, durch welches die Schnur herausgeführt wird, kaum größer als der Schnurdurchmesser.
Aus diesem Grund muss die Schnur sorgsam behandelt werden; Knoten oder hart gewordene Putz- oder Mörtelreste würden ein erneutes Aufrollen verhindern und die Schlagschnur unbrauchbar machen. Aus dem gleichen Grund sollte das Gerät nicht nass oder die Schnur im nassen Zustand aufgerollt werden.